# Florencio Barrera
Florencio Barrera (Taltal, Chile, 6 de junio de 1915-28 de marzo de 1975) fue un futbolista de Chile que jugó en la posición de defensa.

## Carrera

### Club
Jugó toda su carrera con el Deportes Magallanes de 1935 a 1947, equipo con el que fue campeón nacional en dos ocasiones.

### Selección nacional
Debutó con Chile el 14 de enero de 1942 en la derrota por 1-6 ante Brasil en Montevideo por la Copa América 1942, partido en el que entró de cambio y su último partido internacional lo jugó el 28 de febrero de 1945 en la derrota por 0-1 ante Brasil en Santiago de Chile por la Copa América 1945. Jugó 10 partidos internacionales, nueve como titular, y participó en dos ediciones de la Copa América, donde fue seleccionado en el equipo ideal en la edición de 1945.

## Logros

### Club
- Primera División de Chile (2): 1935, 1938

### Individual
- Equipo Ideal de la Copa América 1945.[3]